# Whistle Blower (film)
Pour plus de détails, voir Fiche technique et Distribution.
Whistle Blower (제보자, Jeboja) est un film sud-coréen réalisé par Yim Soon-rye, sorti en 2014.

## Synopsis
Yoon Min-cheol, journaliste d'investigation, enquête sur une clinique spécialisée dans la fertilité.

## Fiche technique
- Titre : Whistle Blower
- Titre original : 제보자 (Jeboja)
- Réalisation : Yim Soon-rye
- Scénario : Lee Chun-hyeong et Lee-il
- Musique : Juno Lee
- Photographie : Park Young-Joon
- Montage : Kim Sun-min
- Société de production : Watermelon Pictures
- Pays :  Corée du Sud
- Genre : Drame
- Durée : 113 minutes
- Dates de sortie : 
  -  Corée du Sud : 2 octobre 2014

## Distribution
- Park Hae-il : Yoon Min-cheol
- Lee Geung-young : Lee Jang-hwan
- Yoo Yeon-seok : Shim Min-ho
- Park Won-sang : Lee Sung-ho
- Ryu Hyeon-kyeong : Kim Mi-hyun
- Song Ha-yoon : Kim Yi-seul

## Distinctions
Le film a été nommé pour quatre Blue Dragon Film Awards